# محمد رياض الشقفة
محمد رياض خالد الشقفة (1944-) مهندس مدني، وسياسي سوري كان المراقب العام السابق لجماعة الاخوان المسلمون في سورية من 3 أغسطس عام 2010 وحتى 6 نوفمبر عام 2014.

## نشأته ودراسته
ولد محمد رياض الشقفة في مدينة حماة السورية من عائلة معروفة بكثرة علمائها  وأتم دراسته الثانوية هناك ثم انتقل إلى دمشق حيث درس في جامعتها وحصل على بكالوريوس الهندسة المدنية عام 1968.
والده هو الشيخ خالد عبد الله الشقفة فقيه شافعي ورئيس جمعية علماء حماة، وأحد أصدقاء الشيخ محمد الحامد .

## نشاطه السياسي والدعوي
انتسب في أثناء دراسته الجامعية إلى جماعة الإخوان المسلمين عام 1961 وأصبح عضواً في إدارة مركز الجماعة بمدينة حماه عام 1978 ثم ترأس المركز بعد عام واحد. تمت ملاحقته من قبل السلطات السورية عام 1980 إبان الصراع المسلح بين الجماعة والسلطة في سورية ولكنه استطاع الهرب ليكمل نشاطه في الخارج ليصبح عضواً في قيادة الجماعة عام 1983. وفي عام 1990 أصبح أحد أعضاء اللجنة التنفيذية في التحالف الوطني لإنقاذ سورية ثم عضو المكتب السياسي للتحالف الوطني في عام 1999.
في 30 حزيران / يوليو 2009 تعرض محمد رياض الشقفة لمحاولة اغتيال في بغداد حيث كان أرفع مسؤول في الفرع السوري للجماعة يقيم داخل العراق ونجا منها بعد إصابة سيارته بثمانية وعشرين طلقة.
انتخبه مجلس شورى الجماعة مراقبا عاما للجماعة في 3 آب / أغسطس 2010 لأربع سنوات، خلفاً لعلي صدر الدين البيانوني الذي تقاعد في نهاية ولايته الثالثة. وانتهت ولاية الشقفة في 6 نوفمبر 2014 عندما انتخب مجلس شورى الجماعة محمد حكمت وليد مراقبا عاما جديداً 

## وصلات خارجية
- الموقع الرسمي لجماعة الاخوان المسلمون في سورية

## اقرأ أيضاً
- الاخوان المسلمون في سورية
- علي صدر الدين البيانوني
- مجزرة حماة